# Oceanapia
Oceanapia är ett släkte av svampdjur. Oceanapia ingår i familjen Phloeodictyidae.

## Dottertaxa tillOceanapia, i alfabetisk ordning[1]
- Oceanapia aberrans
- Oceanapia abrolhosensis
- Oceanapia aerea
- Oceanapia aliformis
- Oceanapia amboinensis
- Oceanapia amphirhiza
- Oceanapia arcifera
- Oceanapia arenosa
- Oceanapia ascidia
- Oceanapia atlantica
- Oceanapia bacillifera
- Oceanapia bartschi
- Oceanapia cagayensis
- Oceanapia canalis
- Oceanapia cancap
- Oceanapia carbonilla
- Oceanapia cohaerens
- Oceanapia constructa
- Oceanapia coriacea
- Oceanapia corticata
- Oceanapia crassispicula
- Oceanapia cribrirhina
- Oceanapia decipiens
- Oceanapia desquefaundia
- Oceanapia dura
- Oceanapia elastica
- Oceanapia elongata
- Oceanapia enigmatica
- Oceanapia eumitum
- Oceanapia eusiphonia
- Oceanapia exigua
- Oceanapia fibulata
- Oceanapia fistulosa
- Oceanapia fragilis
- Oceanapia fuliginosa
- Oceanapia globosa
- Oceanapia hondurasensis
- Oceanapia imperfecta
- Oceanapia incrustata
- Oceanapia integra
- Oceanapia isodictyiformis
- Oceanapia kirkpatricki
- Oceanapia macrotoxa
- Oceanapia media
- Oceanapia microtoxa
- Oceanapia minor
- Oceanapia minuta
- Oceanapia mollis
- Oceanapia mucronata
- Oceanapia niduliformis
- Oceanapia nodosa
- Oceanapia nodulosa
- Oceanapia oleracea
- Oceanapia ooita
- Oceanapia pacifica
- Oceanapia papula
- Oceanapia pedunculata
- Oceanapia pellucida
- Oceanapia peltata
- Oceanapia penicilliformis
- Oceanapia perforata
- Oceanapia perlucida
- Oceanapia petrosia
- Oceanapia phillipensis
- Oceanapia pinella
- Oceanapia polysiphonia
- Oceanapia porosa
- Oceanapia putridosa
- Oceanapia ramsayi
- Oceanapia renieroides
- Oceanapia reticulata
- Oceanapia robusta
- Oceanapia sagittaria
- Oceanapia sessilis
- Oceanapia seychellensis
- Oceanapia spathulifera
- Oceanapia stalagmitica
- Oceanapia tenuis
- Oceanapia toxonisimilis
- Oceanapia toxophila
- Oceanapia triangulata
- Oceanapia tuber
- Oceanapia vacua
- Oceanapia vera
- Oceanapia viridescens
- Oceanapia zoologica